# Cecil Armstrong Gibbs
Cecil Armsrong Gibbs (født 10. august 1889 nær Chelmsford i Essex - død 12. maj 1960 i Chelmsford, England) var en engelsk komponist og lærer.

## Biografi
Gibbs studerede komposition og musik på Cambridge Universitet hos bl.a. Cyril Roothman, og på Det kongelige Musikkonservatorium i London hos Adrian Boult og Ralph Vaughan Williams. Han har skrevet 3 symfonier, orkesterværker, kammermusik, operaer, scenemusik, strygekvartetter, sange og korværker de to sidstnævnte som han nok er mest kendt for. Gibbs var lærer i kompostion på Det Kongelige Musikkonservatorium i London, en post han besad i mange år. Gibbs skrev kompositionen "Dusk" (Skumring) i anledning af Prinsesse Elizabeths 18 års fødselsdag. Hans symfoni nr. 2 "Odysseus" fra (1938) for to solister, kor og orkester, hører til hans mest kendte orkesterværker. Gibbs komponerede i en romantisk og melodisk stil, med elementer fra engelsk folklore.

## Udvalgte værker
- Symfoni nr. 1 (1931-1932) - for orkester
- Symfoni nr. 2 "Odysseus" (1938) - for sopran, baryton, stort kor og orkester
- Symfoni nr. 3 "Westmorland" (1944) - for orkester
- "Overgange" (Orkester suite) (1919) - for orkester
- Obokoncert (1923) - for obo og orkester
- "Et syn om natten" (1921) - for orkester
- Fire Orkester danse" (1959) - for orkester
- "En simpel koncert" (1954) - for klaver og strygeorkester